# Mörktråding
Mörktråding (Inocybe lacera) är en svampart. Enligt Catalogue of Life ingår Mörktråding i släktet Inocybe,  och familjen Inocybaceae, men enligt Dyntaxa är tillhörigheten istället släktet Inocybe,  och familjen Crepidotaceae. Arten är reproducerande i Sverige.

## Underarter
Arten delas in i följande underarter:
- helobia
- rhacodes
- lacera

## Källor

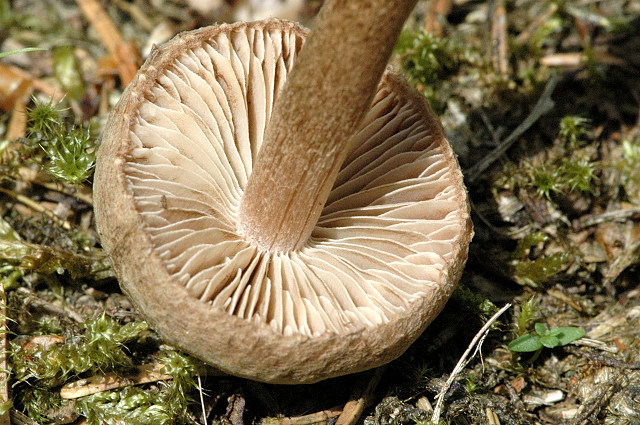